# Centre Hills
El Centre Hills (que en inglés quiere decir: Colinas del Centro) es una reserva forestal en la isla de Montserrat, un territorio británico de ultramar en las Islas de Sotavento del Mar Caribe. Constituye un territorio importante para las aves ( IBA ), que abarca la reserva forestal , así como hábitat adicional para la oropéndola de Montserrat , que es endémica del territorio, y , ave nacional en peligro crítico en la región.
El espacio abarca 1112 ha y constituye el mayor remanente de bosque nativo de Montserrat . Abarca las tierras altas de la mitad norte de la isla desde una altura de 150 m hasta la cumbre de 741 m n Katy Hill (colina Katy).